# Cuando quiero llorar no lloro (película)
Cuando quiero llorar no lloro es una película venezolana de 1973 dirigida por Mauricio Walerstein, basada en la novela homónima del escritor venezolano Miguel Otero Silva, con guion de Walerstein y Román Chalbaud. La película narra la vida de tres jóvenes, todos llamados Victorino, nacidos el mismo día pero en diferentes contextos sociales, y cómo sus destinos se entrelazan en una sociedad marcada por la desigualdad y la violencia. Se le atribuye el inicio del boom del Nuevo Cine Venezolano y de la llamada Época de oro del cine venezolano.

## Sinopsis
La historia sigue a tres jóvenes llamados Victorino, nacidos el 8 de noviembre de 1948 en Venezuela, durante el derrocamiento de Rómulo Gallegos y el comienzo de la dictadura de Marcos Pérez Jiménez,  pero en diferentes estratos sociales: 
- Victorino Pérez: Hijo de una familia pobre, se ve envuelto en el mundo delictivo desde temprana edad.
- Victorino Perdomo: Proveniente de una familia de clase media con inclinaciones políticas de izquierda, se involucra en movimientos revolucionarios.
- Victorino Peralta: De familia adinerada, cuya vida está marcada por el exceso y la falta de propósito.

A medida que crecen, sus vidas toman rumbos distintos pero convergen en la tragedia, reflejando las tensiones sociales y políticas de la Venezuela de la época. 
A los dieciocho años Pérez huye de la cárcel fingiendo con espuma un ataque de rabia. Peralta muestra a un amigo un auto que le regalaron sus padres. Una joven se entrega a Perdomo como obsequio de cumpleaños. Pérez halla a su amante con otro y la hiere. Peralta y otros asaltan en motocicleta a un anciano. Perdomo y unos guerrilleros planean asaltar un banco. Pérez ve a un amigo fumando marihuana y Peralta visita a una prima y hacen el amor. El padre de Perdomo, nombrado diputado comunista, quiere disuadir lo de sus métodos violentos. Pérez hace el amor con tres chicas y recuerda que mató a un hombre durante un asalto. Peralta y sus amigos matan perros por diversión. Perdomo y sus compañeros se baten a tiros con la policía tras el asalto y solo él sobrevive y se entrega. Peralta va a unos quince años con una joven que se desnuda ante todos y arrojan a la alberca a la festejada y a su padre. Perdomo es torturado. Pérez y sus cómplices son muertos cuando huyen de la policía. Peralta sueña ser corredor de autos y se mata al acelerar. El cadáver de Perdomo aparece en la calle y los tres jóvenes son sepultados. 

## Reparto
- Orlando Urdaneta como Victorino Perdomo
- Pedro Laya como Victorino Pérez
- Valentin Trujillo como Victorino Peralta
- Fernando Arriaga
- Haydée Balza
- Rafael Briceño
- Miguel Ángel Landa
- Liliana Durán
- Verónica Castro
- Andrés Toro
- Jesus Tadeo
- Zulma Sady
- Hilda Rivas
- Esther Plaza
- Luis Pardi
- Guillermo Montiel

## Producción
La película es una adaptación de la novela homónima de Miguel Otero Silva, publicada en 1970. Mauricio Walerstein, director mexicano radicado en Venezuela, llevó la obra al cine en 1973, en una coproducción entre Venezuela y México. El guion fue coescrito por Walerstein, el reconocido dramaturgo venezolano Román Chalbaud y el propio autor de la novela, Miguel Otero Silva. La música estuvo a cargo de Miguel Ángel Fúster.

## Recepción
La película fue bien recibida en su estreno y es considerada una obra significativa en el cine venezolano de la década de 1970. Participó en el 8º Festival Internacional de Cine de Moscú en 1973.
Además, se le atribuye el inicio del llamado boom del Nuevo Cine Venezolano de los años setenta y ochenta, al abordar temáticas sociales y políticas relevantes para la época y de la llamada Época de oro del cine venezolano.